# Viktor Vasnetsov

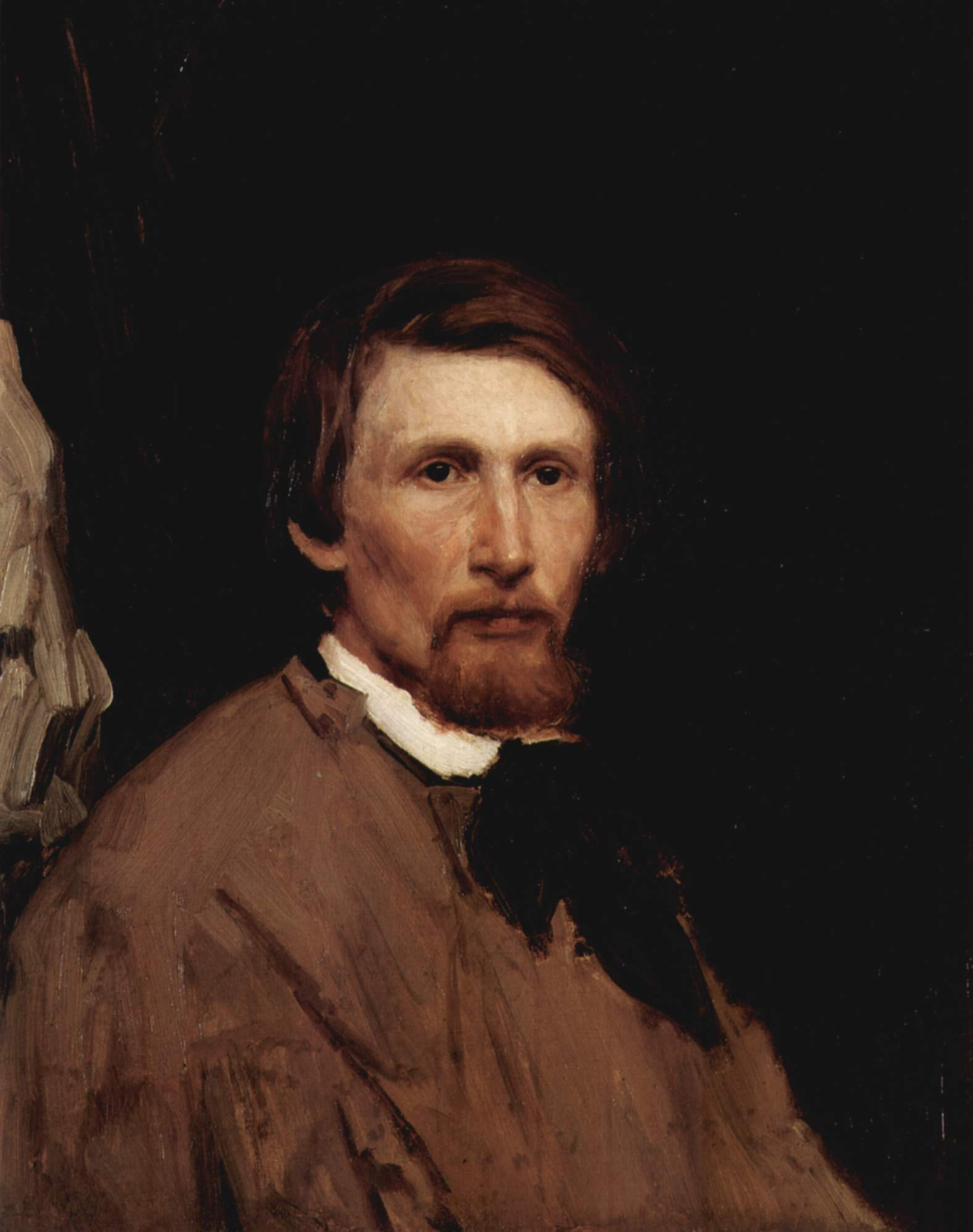
Zelfportret (1873), Tretjakovgalerij, Moskou

Viktor Michailovitsj Vasnetsov (Russisch: Виктор Михайлович Васнецов) (oblast Kirov, 3/15 mei 1848 - Moskou, 23 juni 1926) was een Russisch kunstschilder.
Hoewel Vasnetsov het bekendst is geworden met zijn schilderij De drie bogatyrs en zijn illustraties van sprookjes heeft hij ook vele andere werken op zijn naam, zoals het ontwerp van decors en kostuums voor opera's van de componist Nikolaj Rimski-Korsakov en het ontwerp van het Russische paviljoen voor de Wereldtentoonstelling van 1900 in Parijs.

## Leven en werk

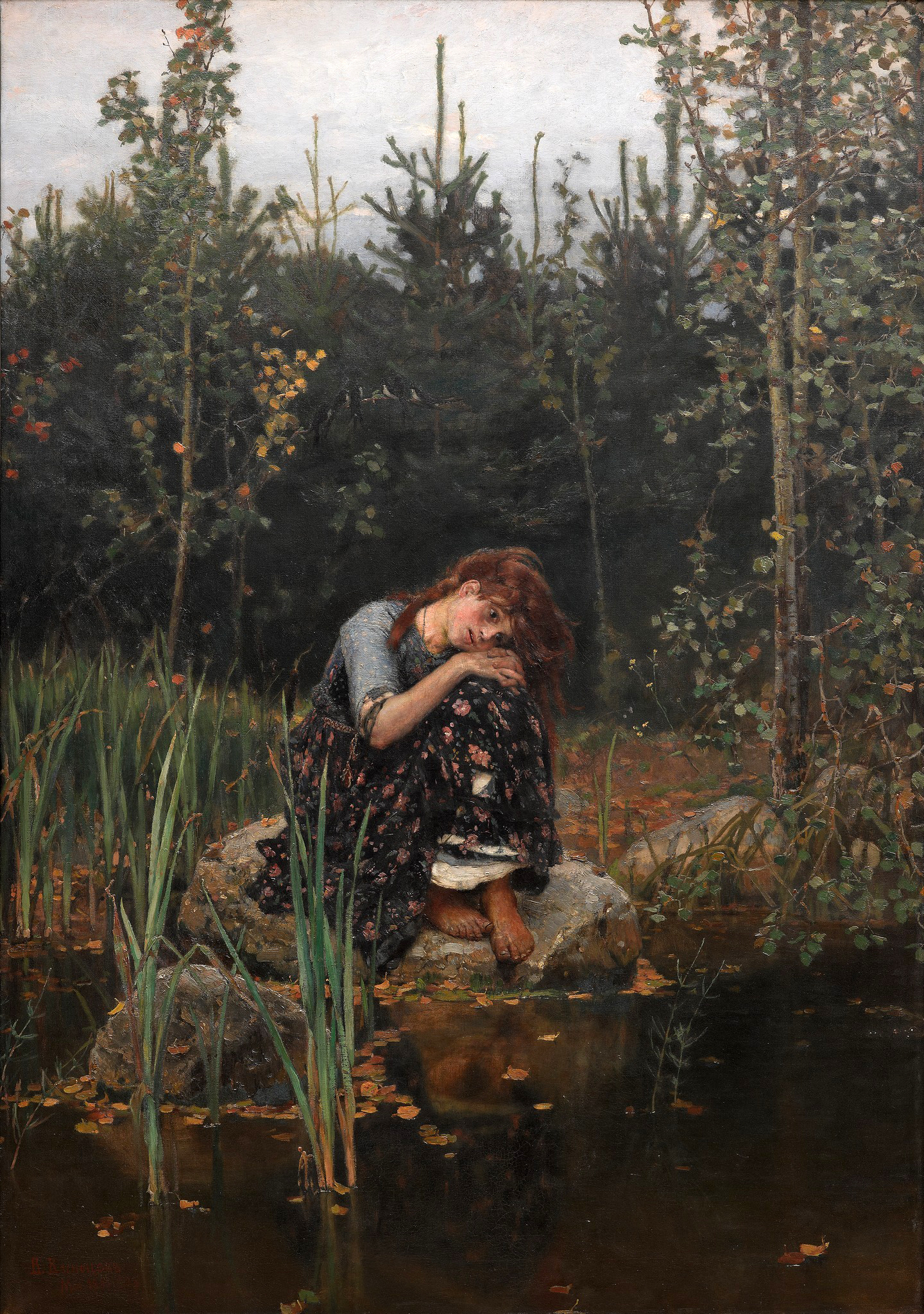
Het sprookje Aljonoesjka, 1881, Tretjakovgalerij, Moskou

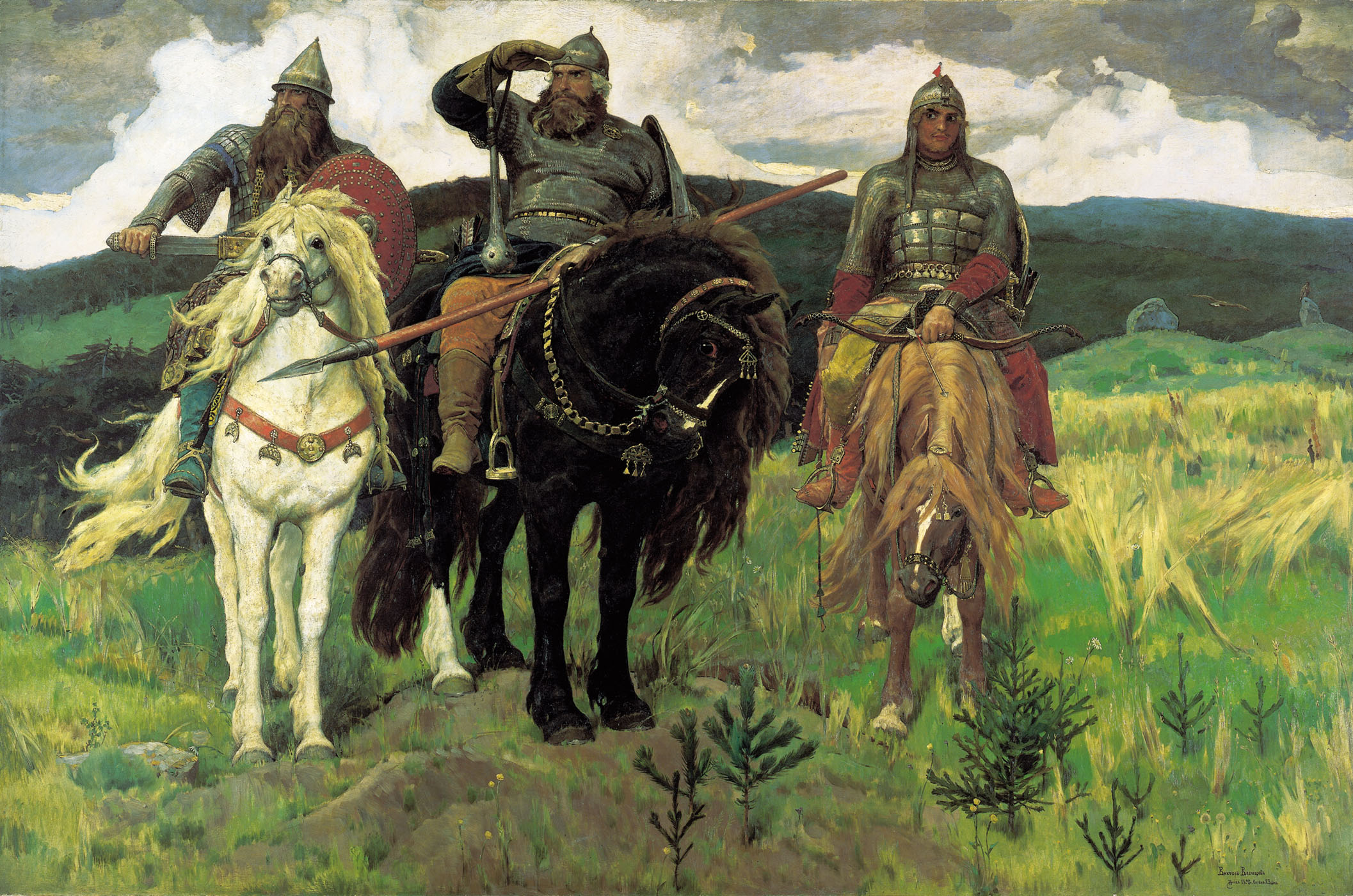
De drie bogatyrs, 1898, Tretjakovgalerij, Moskou

### Jeugd en seminarie (1848–1867)
Vasnetsov werd in 1848 geboren in een klein dorpje in de Oblast Kirov als zoon van de dorpsgeestelijke. Zijn grootvader was een iconenschilder. Vasnetsovs broer Apollinari was eveneens een verdienstelijk schilder, terwijl zijn andere broer leraar werd.
In zijn jonge jaren studeerde Vasnetsov aan het seminarie, waarbij hij de iconenschilder hielp. Bovendien hielp hij de Poolse schilder Andriolli met de fresco's van de Alexander Nevskikathedraal in zijn geboortedorp. Nadat hij zijn opleiding op het seminarie had afgerond, besloot Vasnetsov een kunstopleiding te gaan volgen in Sint-Petersburg. 

### Sint Petersburg (1867–1876)
In 1870 werd hij toegelaten tot de Keizerlijke Akademie der Schone Kunsten, alwaar drie jaar later de kunstenaarsgroep De Zwervers werd opgericht. Vasnetsov raakte bevriend met Ivan Kramskoj, de oprichter van De Zwervers, en beschouwde hem als zijn leermeester. Ook raakte hij bevriend met Ilja Repin. 
In deze periode schilderde Vasnetsov vooral genrestukken: taferelen uit het dagelijkse, armoedige leven in Rusland.

### Parijs (1876–1877)
In 1876 werd Vasnetsov door Repin uitgenodigd om naar Parijs te komen en zich te voegen bij de andere kunstenaars van De Zwervers. 
Daar stond hij bij Repin model voor het schilderij Sadko en raakte hij in de ban van het illustreren van sprookjesverhalen, zoals het verhaal van de Drie koninginnen van het ondergrondse koninkrijk. Daarmee verwijderde hij zich echter wel van de doelen van De Zwervers, die juist realistische schilderijen wilden maken. Zelfs Pavel Tretjakov, de mecenas van De Zwervers, wilde zijn schilderijen niet kopen. In 1877 ging Vasnetsov weer terug naar Moskou.

### Moskou (1877–1884)
Terug uit Parijs heeft hij zich zo goed als geen genrestukken meer geproduceerd. Vanaf dat moment wijdde hij zich uitsluitend aan het Russische verleden met zijn mythen, legenden en bylinen. In 1880 aanvaardde hij de opdracht om een fresco te maken in het  Nationaal Historisch Museum in Moskou; deze werd liefst 25 meter lang en ging over de steentijd.
Op landgoed en kunstenaarskolonie Abramtsevo voltooide hij het ontwerp van Vasili Polenov van het kerkje Kerk van de Verlosser – Niet met mensenhanden gemaakt. Hij hielp mee met de bouw daarvan en ook ontwierp en legde hij de mozaïekvloer hiervan en werkte hij mee aan de iconostase. In 1883 ontwierp en bouwde hij op hetzelfde landgoed de hut op de kippenpoten (van de heks Baba Jaga) als speelplek voor de kinderen van  Mamontov.
Voor de opvoering van het lentesprookje Snoegoerotsjka (Sneeuwmeisje) ontwierp hij de kostuums en de decors. Het sprookje werd tussen 1883 en 1884 opgevoerd in het huis van Savva Mamontov. Een jaar later volgde de opvoering van de operabewerking van het sprookje op muziek van Nikolaj Rimski-Korsakov, waarbij de ontwerpen van Vasnetsov vrijwel ongewijzigd werden overgenomen. Deze en andere theaterontwerpen van Vasnetsov waren nog lange tijd een voorbeeld voor het maken van decors bij het Russisch toneel. 

### Kiev (1884–1889)

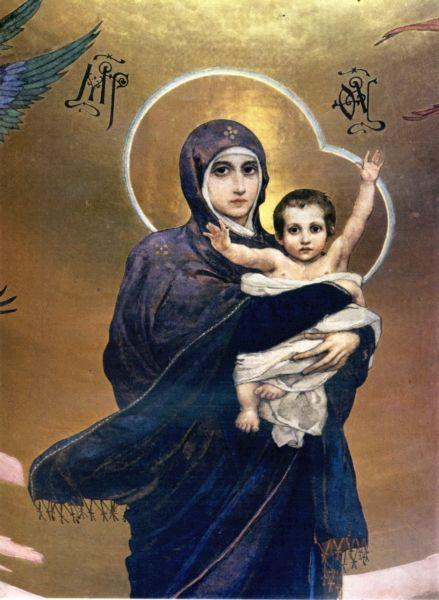
Fresco in de kathedraal in Kiev

In 1884 ging Vasnetsov naar Kiev. Daar kreeg hij de opdracht om de fresco's te maken in de Sint-Vladimir kathedraal. De 15 taferelen, 30 figuren ten voeten uit en enorme oppervlakten met bloem- en diermotieven beslaan bij elkaar zo'n 2.000 m². De invloedrijke kunstcriticus Vladimir Stasov bestempelde deze fresco's als heiligschennis. Vasnetsov raakte in Kiev bevriend met de kunstschilder Michail Vroebel, die samen met hem de kathedraal van fresco's voorzag. 
In 1885 vertrok Vasnetsov tijdelijk naar Italië, en werkte hij aan het decor en de kleding voor de opera Sneeuwmeisje van Nikolaj Rimski-Korsakov.

### Moskou (1890–1926)

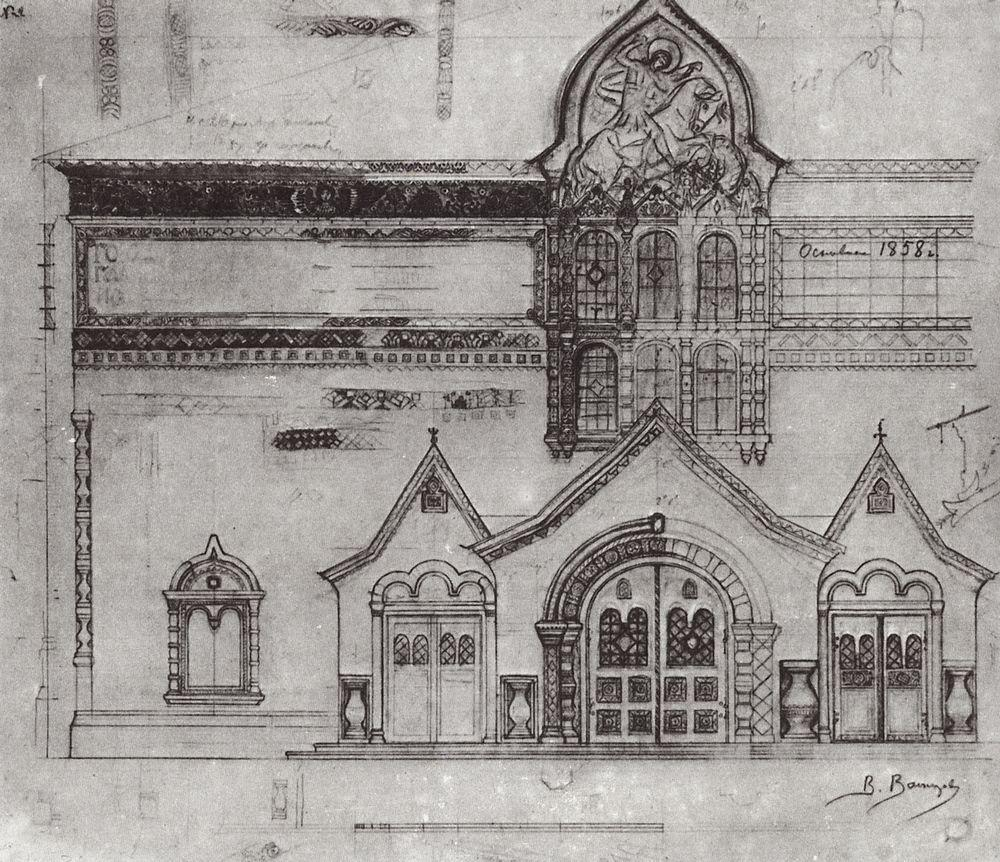
Ontwerp voorgevel Tretjakovgalerij, 1900

In 1891 liet hij in Moskou, naar eigen ontwerp, een sprookjesachtige atelierwoning bouwen en ontwierp de meubelen naar middeleeuwse voorbeelden. Hier heeft hij tot zijn overlijden in 1926 gewoond en gewerkt. 
Vasnetsov legde zich ook toe op andere kunstvormen, zoals het, samen met zijn broer Apollinari, maken van het decor van de opera Sadko van Rimski-Korsakov, die eind 1897 / begin 1898 werd opgevoerd in de privé-opera van Mamontov.
In 1898 werd het Russische paviljoen voor de Wereldtentoonstelling in Parijs door hem uitgevoerd.
Langzamerhand nam de invloed van Vasnetsov af, hoewel hij in deze periode zijn beroemdste schilderij produceerde: De drie bogatyrs (een soort middeleeuwse Russische ridders). 
In 1910 kreeg hij de opdracht om een nieuwe muts te ontwerpen voor de Russische soldaat. Hij ontwierp de bogatyrka, gebaseerd op zijn eigen schilderij van de drie bogatyrs.
Vasnetsov heeft zijn laatste sprookjesschilderijen nooit willen verkopen; deze vormen nu het belangrijkste pronkstuk in het Vasnetsovmuseum in zijn voormalige huis in Moskou. Dit museum is sinds 1986 een dependance van het Tretjakovmuseum.

## Galerij

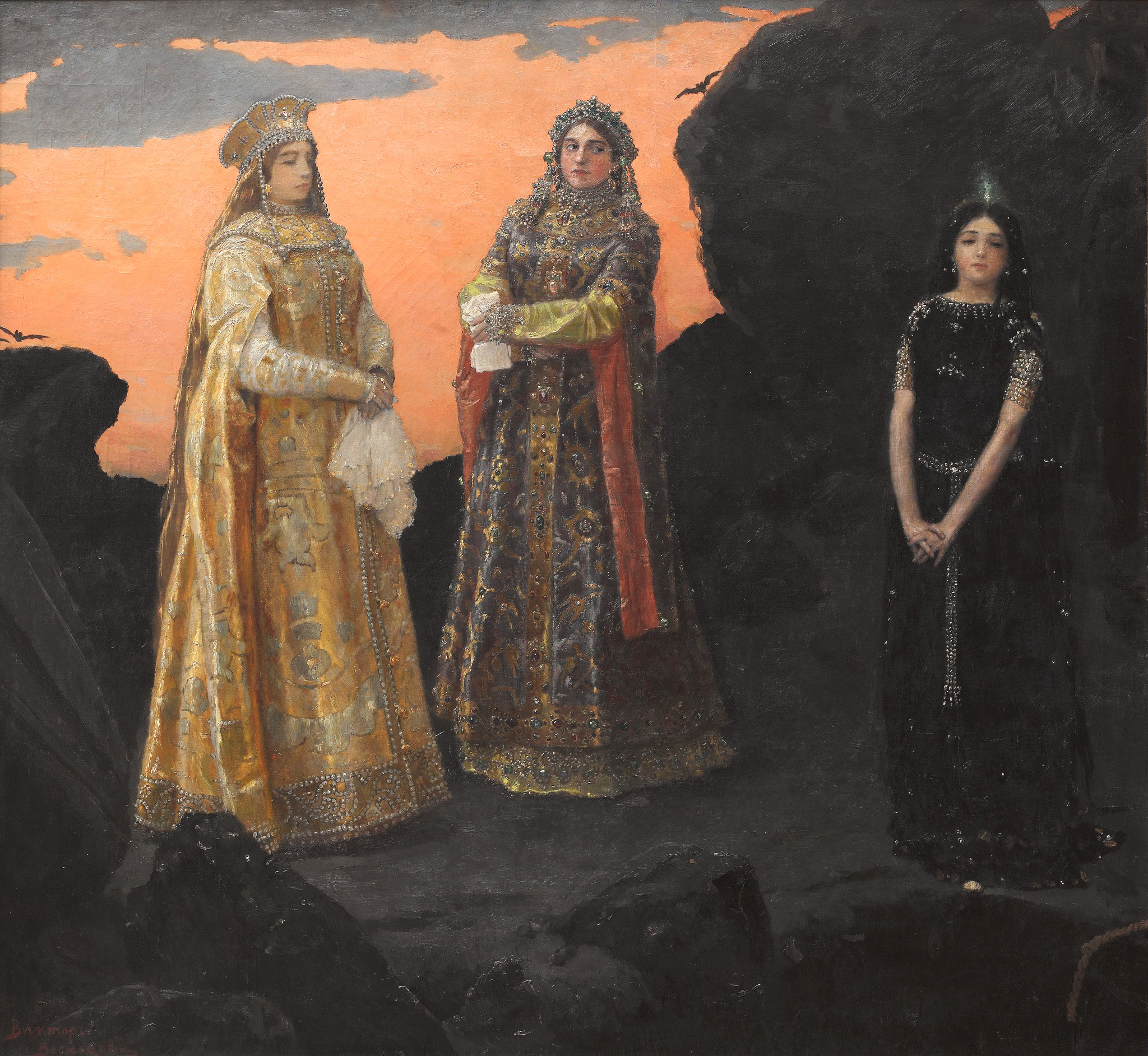
Drie koninginnen van het ondergrondse koninkrijk, 1879, Tretjakovgalerij, Moskou
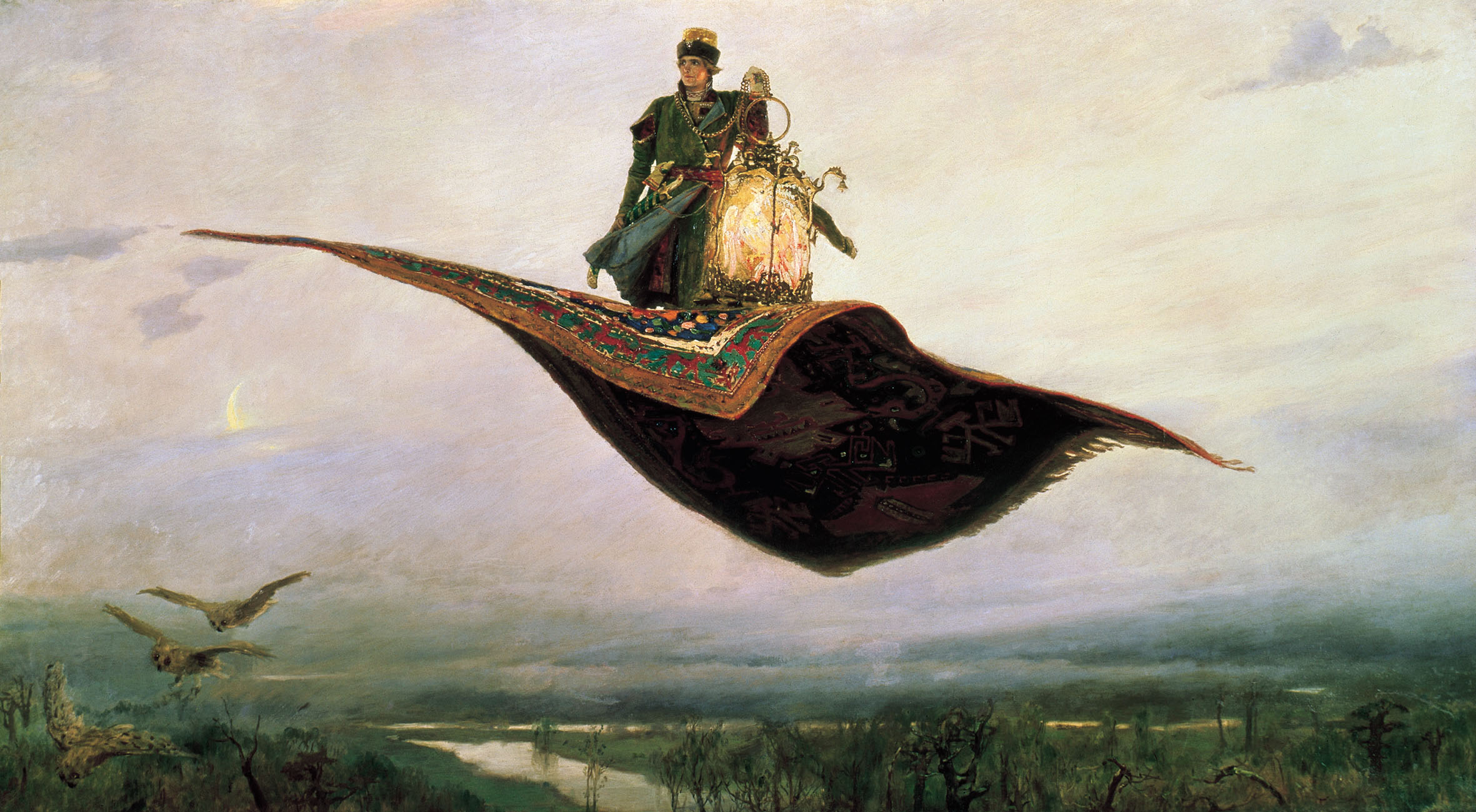
Vliegend tapijt, 1880, Kunstmuseum Nizhny Novgorod
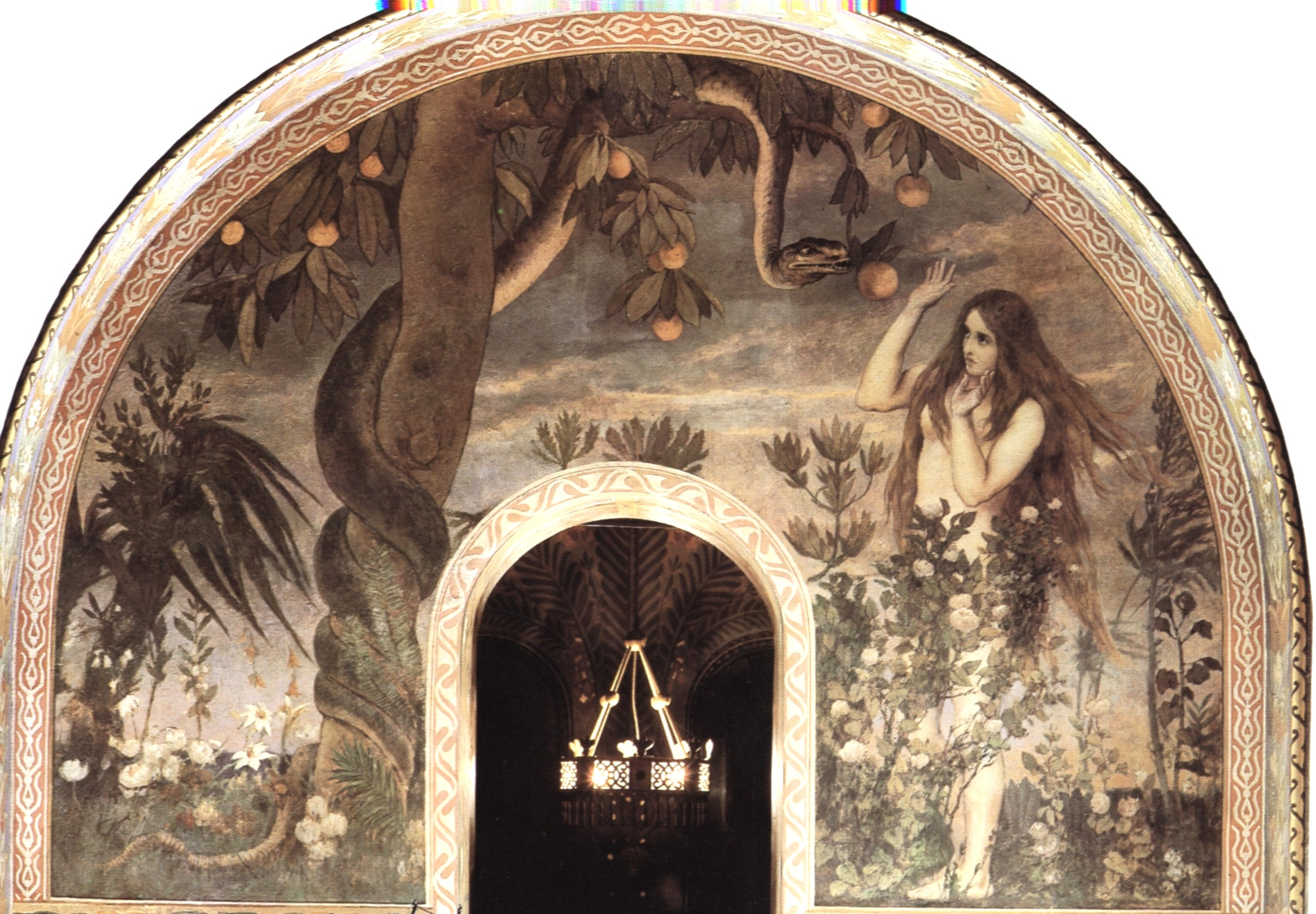
De Verleiding van Eva, ca. 1885, fresco Sint-Vladimirkathedraal, Kiev
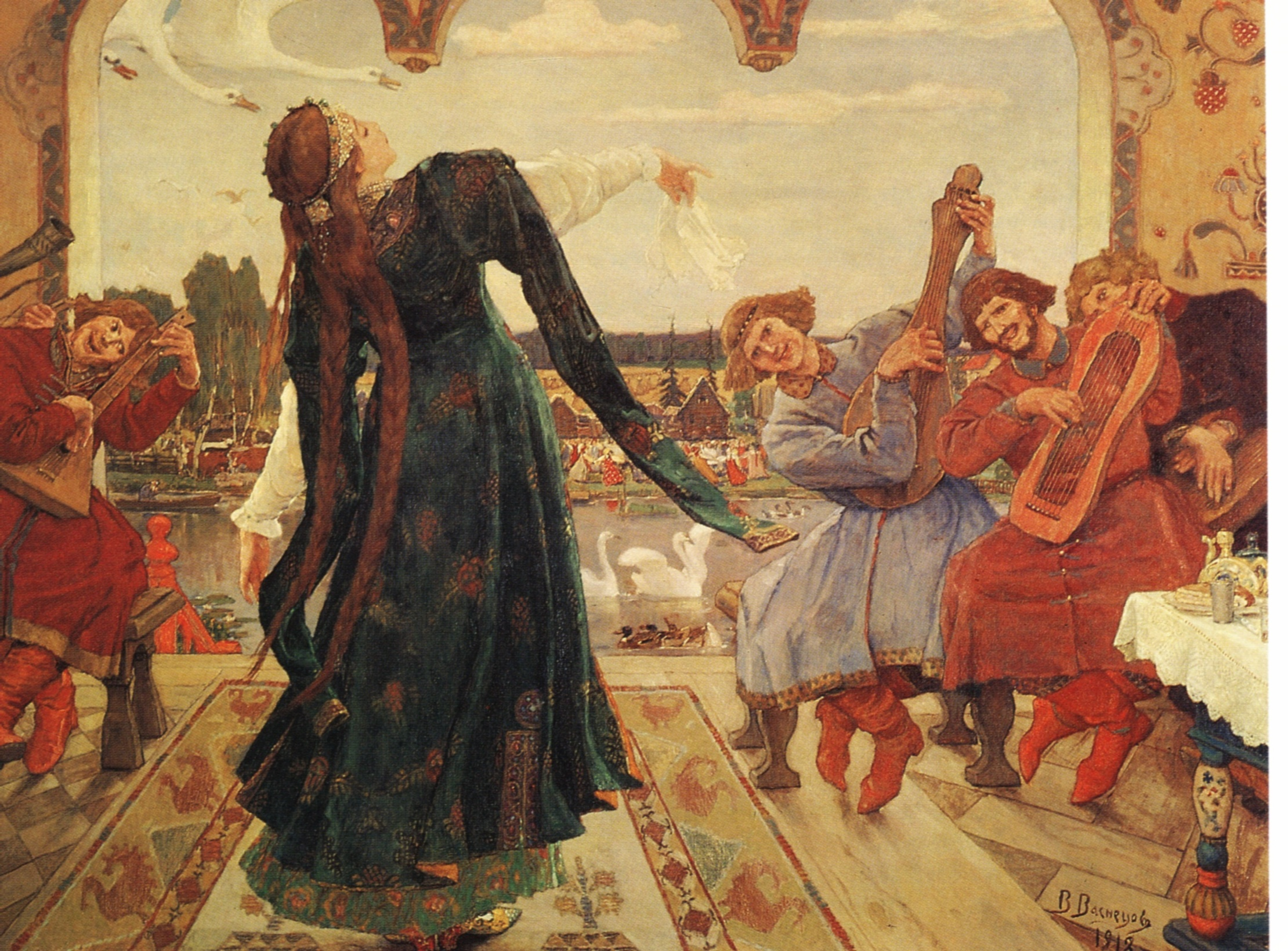
De Kikvorsprinses, 1918, Vasnetsov Memorial Museum, Moskou
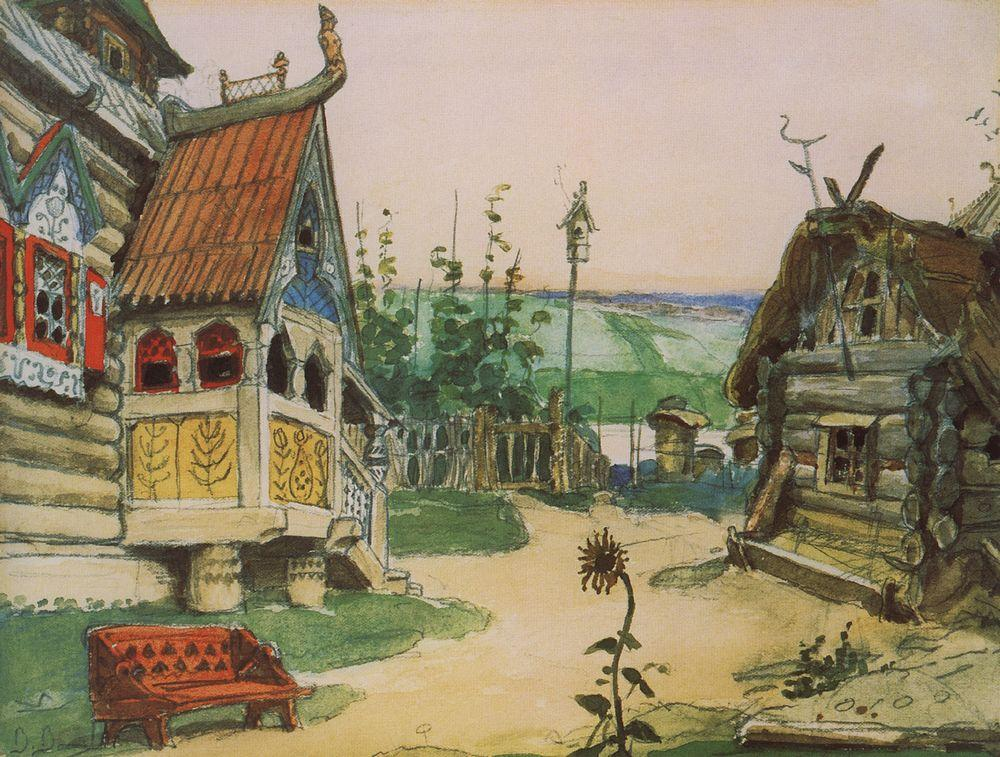
(1885), Tretjakovgalerie, Moskou